# Henning Neidhardt
Henning Neidhardt (* 1992 in Bocholt) ist ein deutscher Jazzmusiker (Piano, Keyboard, Komposition).

## Leben und Wirken
Neidhardt kam vermittelt durch musikalisch interessierte Eltern mit unterschiedlichen Musikgenres in Kontakt. Früh lernte er Klavier, wechselte aber unter dem Eindruck von Scott Joplin und Ella Fitzgerald zum Jazz. 2010 erhielt er im Landeswettbewerb von Jugend musiziert einen Ersten Preis in der Kategorie Popbegleitung. Nach dem Abitur begann er ab 2013 zunächst in den Niederlanden zu wirken, wo er den Mentalisten Timon Krause musikalisch begleitete und in Amsterdam und Enschede Jazzpiano bei Ruud Ouwehand, Karel Boehlee, Sebastian Altekamp, Reinier Baas und John Hondorp studierte. An der Folkwang Universität der Künste schloss er 2019 sein Studium bei Thomas Rückert mit einem Bachelor ab. 
Neidhardt ist seitdem im Rheinland, im Ruhrgebiet sowie in Holland aktiv. 2020 veröffentlichte er sein erstes Soloalbum Sound Sculptures, dem 2021 Sound Sculptures Too folgte. Mit seinem Trio, dem Duy Luong und Karl Friedrich Degenhardt angehören, legte er 2021 sein Album First of the Roll bei Double Moon Records vor. Zudem arbeitete er mit Max Peters, Kasia Bortnik und Maika Küster.
2018 wurde Neidhardt mit dem Steinway & Sons Förderpreis Jazz ausgezeichnet.